# Господари пакла 4: Потомство
Господари пакла 4: Потомство, познат и под насловом Господари пакла 4: Крвна веза (енгл. Hellraiser: Bloodline) амерички је научнофантастични хорор филм из 1996. године, редитеља Кевина Јагера, са Дагом Бредлијем, Брусом Ремзијем и Валентином Варгас у главним улогама. Инспирисан је ликовима Клајва Баркера, који је режирао први део и потписан је као извршни продуцент овог дела. Четврто је остварење у серијалу Господари пакла као и наставак филма Господари пакла 3: Пакао на земљи (1992). Радња је смештена у будућности, али једним делом објашњава и порекло Ламентове конфикурације.
Филм је сниман на неколико локација у Паризу, Торонту и Њујорку. Премијерно је приказан 8. марта 1996, у дистрибуцији продукцијске куће Мирамакс. Добио је негативне оцене критичара и сматра се једним од лошијих наставака у серијалу. И сам редитељ је био толико незадовољан крајњом верзијом филма, да је захтева да буде потписан под анонимним псеудонимом Алан Смити.
Нови наставак објављен је 2000. године, под насловом Господари пакла 5: Инферно.

## Радња
Година је 2127. Научник др Пол Мерчант покушава да исправи грешку у Ламентовој конфигурацији коју је направио његов предак. Међутим, он случајно отвара портал до пакла из ког излазе Пинхед и његова војска Сенобајта, који тероришу свемирску станицу на којој се он Мерчант налазио.

## Улоге
| Глумац             | Улога                                      |
| ------------------ | ------------------------------------------ |
| Даг Бредли         | Пинхед                                     |
| Брус Ремзи         | Филип „Тојмејкер” Лемарчанд др Пол Мерчант |
| Валентина Варгас   | Анџелика                                   |
| Ким Мајерс         | Боби Мерчант                               |
| Адам Скот          | Жак                                        |
| Кристина Харнос    | Ример                                      |
| Шарлота Чатон      | Геновева Лемарчанд                         |
| Мики Котрел        | Дак де Л'Исле                              |
| Џоди Ст. Мајкл     | Чатерер Сенобајт                           |
| Кортленд Мид       | Џек Мерчант                                |
| Марк и Мајкл Полиш | сијамски близанци                          |